# 詹寧斯 (堪薩斯州)
詹寧斯（英語：Jennings）是一個位於美國堪薩斯州第開特縣的城市。

## 地方資料
根據2020年美國人口普查的數據，詹寧斯的面積為0.69平方千米，當中陸地面積為0.69平方千米，而水域面積為0.00平方千米。當地共有人口81人，而人口密度為每平方千米117.39人。